# Rövidségi kitevő
A matematika, azon belül a gráfelmélet területén a rövidségi kitevő vagy rövidségkitevő (shortness exponent) gráfcsaládok olyan numerikus paramétere, ami azt jellemzi, hogy a család gráfjai milyen messze lehetnek attól, hogy Hamilton-körük legyen. Intuitívan, ha az {\displaystyle {\mathcal {F}}} gráfcsalád rövidségi kitevője {\displaystyle e}, akkor a család minden {\displaystyle n}-csúcsú gráfjában van közel {\displaystyle n^{e}} hosszúságú kör, de néhány gráfban nincs ennél hosszabb kör. Precízebben, az {\displaystyle {\mathcal {F}}} gráfjainak bármelyik {\displaystyle G_{0},G_{1},\dots }, sorozatba rendezésére, ahol {\displaystyle h(G)} a {\displaystyle G} leghosszabb körének hosszát jelöli, a rövidségkitevő meghatározása a következő:
{\displaystyle \liminf _{i\to \infty }{\frac {\log h(G_{i})}{\log |V(G_{i})|}}.}
Ez a szám mindig 0 és 1 közé esik; az 1 értéket olyan gráfcsaládokon veszi fel, melyek mindig tartalmaznak Hamilton-kört vagy majdnem Hamilton-kört, a 0 értéket pedig olyan gráfcsaládokon, melyek leghosszabb köre kisebb lehet a csúcsok számának bármely konstans hatványánál.
A poliédergráfok rövidségkitevője {\displaystyle \log _{3}2\approx 0,631}. Egy kleetóp-alapú konstrukció segítségével megmutatható, hogy egyes poliédergráfok leghosszabb körének hossza {\displaystyle O(n^{\log _{3}2})}, miközben az is ismert, hogy minden poliédergráf tartalmaz {\displaystyle \Omega (n^{\log _{3}2})} hosszú kört. A poliédergráfok azok a gráfok, melyek egyszerre síkba rajzolhatók és 3-szorosan csúcsösszefüggők; a 3-összefüggőség ezeknek az eredményeknek szükséges feltétele, hiszen léteznek olyan, 2-összefüggő síkbarajzolható gráfok (például a {\displaystyle K_{2,n}} teljes páros gráfok), melyek rövidségkitevője 0. Számos további eredmény ismert poliédergráfok és síkbarajzolható gráfok korlátozott alosztályainak rövidségkitevőjével kapcsolatban.
A 3-összefüggő 3-reguláris gráfok (a síkbarajzolhatóság követelménye nélkül) rövidségkitevője szintén szigorúan 0 és 1 közé esik.

## Fordítás
- Ez a szócikk részben vagy egészben a Shortness exponent című angol Wikipédia-szócikk ezen változatának fordításán alapul.  Az eredeti cikk szerkesztőit annak laptörténete sorolja fel. Ez a jelzés csupán a megfogalmazás eredetét és a szerzői jogokat jelzi, nem szolgál a cikkben szereplő információk forrásmegjelöléseként.